# Dalgodeltsi
Dalgodeltsi of Dŭlgodeltsi (Bulgaars: Дългоделци) is een dorp in het noordwesten van Bulgarije. Het dorp is gelegen in de gemeente Jakimovo in oblast Montana. Het dorp ligt hemelsbreed 22 km ten noorden van de stad Montana en 101 km ten noordwesten van de hoofdstad Sofia.

## Bevolking
In de eerste officiële volkstelling van 1934 telde het dorp 2.689 inwoners. Twaalf jaar later verminderde het inwonertal met circa 100 personen naar 2.598 personen in 1946. Sindsdien neemt het inwonertal continu af: in 2019 telde het dorp 804 inwoners.
|  |

De grootste etnische groep vormen de etnische Bulgaren, maar er woont ook een grote groep van etnische Roma.
| Etnische samenstelling van de respondenten (2011) | Etnische samenstelling van de respondenten (2011) | Etnische samenstelling van de respondenten (2011) | Etnische samenstelling van de respondenten (2011) | Etnische samenstelling van de respondenten (2011) |
| ------------------------------------------------- | ------------------------------------------------- | ------------------------------------------------- | ------------------------------------------------- | ------------------------------------------------- |
|                                                   |                                                   |                                                   |                                                   |                                                   |
| Bulgaren                                          | Bulgaren                                          |                                                   | 79,2%                                             | 79,2%                                             |
| Turken                                            | Turken                                            |                                                   | 0,0%                                              | 0,0%                                              |
| Roma                                              | Roma                                              |                                                   | 19,6%                                             | 19,6%                                             |
| Anders/Onbekend                                   | Anders/Onbekend                                   |                                                   | 1,2%                                              | 1,2%                                              |